# Andy Taylor (guitarist)
Andrew Arthur "Andy" Taylor (født 16. februar 1961) er en engelsk guitarist bedst kendt som medlem af det britiske superband, Duran Duran. 

## Baggrund
Andy Taylor blev født byen Tynemouth[2]; en forstad til Newcastle ved mundingen af floden Tyne, og voksede op i bydelen, Cullercoats et par kilometer oppe ad den britiske nordøstkyst.
Han begyndte at spille guitar da han var omkring 11 år og fandt hurtigt sammen med andre jævnaldrende musikere og forskellige bands. Han startede på Marden High School, men efter han som 16-årig fik lov at producere for første gang for andre, droppede han kort efter skolen for at tage på turné med nogle af de lokale orkestre.
Men det var mødet med det nystarede Birmingham-band, Duran Duran, der skulle forme og ændre Taylors liv for altid.

## Karriere
Andy Taylor startede karrieren som medlem af bandet The Gigolos i 1977. Det tog siden navneforandring til Motorway og nåede at udsende singlen Teenage Girls. 
I 1980 faldt Taylor imidlertid over en annonce fra en gruppe, som søgte en guitarist. Han hoppede på toget til Birmingham for at tage til prøve. Bandet var Duran Duran, og Andy Taylor fik jobbet. Han deltog derefter på det nye bands tre første - og meget succesfulde - album: "Duran Duran", "Rio" og "Seven and the Ragged Tiger".
I 1984 forlod imidlertid femkløveret og dannede han sammen med Duran-kollegaen John Taylor, sangeren Robert Palmer og trommerslageren Tony Thompson supergruppen Power Station. Det resulterede i marts 1985 i debutalbummet "The Power Station". Og i begyndelsen af 1986 meddelte Taylor så, at han endegyldigt ville forlade Duran Duran for at dyrke en mere rocket solokarriere. Han indspillede herefter albummet Thunder i 1987 og siden albummet Dangerous i 1990. 
I samme periode medvirkede Andy Taylor på en række andre pladeproduktioner; blandt andre med Belinda Carlisle, Rod Stewart og Robert Palmer, og i 1994 gendannede han sammen med sidstnævnte, Power Station; hvor også John Taylor og Tony Thompson var med igen. Det udmøntede sig i 1997 i kvartettens andet album; "Living in Fear".
Men så i 2001, til mange fans' store overraskelse, blev Duran Duran gendannet med den klassiske besætning John, Andy, Roger, Nick og Simon. Femkløveret var samlet igen, og i 2004 indspillede de albummet Astronaut, deres første studiealbum siden 1983 sammen. Glæden varede dog kort. I oktober 2006 forlod Andy Taylor nok engang Duran Duran.
Først i 2022-2023 begyndte rygterne om en reunion at svirre. Det viste sig, at de fire resterende Duran Duran-medlemmer havde inviteret gamle venner med til produktionen af albummet "Danse Macabre" - heriblandt Andy. "Danse Macabre" udkom på forsanger Simon Le Bons fødselsdag; 27. oktober 2023.

## Diskografi

### Solo
- Thunder, 1987.
- Dangerous, 1990.

### Duran Duran
- Duran Duran, 1981.
- Rio, 1982.
- Seven and the Ragged Tiger, 1983.
- Astronaut, 2004.
- Danse Macabre, 2023

### Power Station
- The Power Station, 1985.
- Living in Fear, 1997.